# Sunset Park
Sunset Park es un parque de diversiones inaugurado el 27 de agosto de 2022 en el Complejo Turístico del Puerto de La Libertad, departamento de La Libertad, El Salvador. Está integrado en el proyecto “Surf City”, una iniciativa gubernamental para impulsar el desarrollo de la franja costera con miradores, muelles, infraestructura urbana y áreas recreativas

## Historia
El parque fue inaugurado por el presidente Nayib Bukele en conjunto con el embajador de la República Popular China en El Salvador, Ou Jianhong. Las cinco principales atracciones del parque fueron donadas por el gobierno chino y forman parte de la cooperación bilateral entre ambos países. Entre ellas se encuentran una noria, una montaña rusa, un carrusel, un barco pirata y un juego de salto de rana.

### Instalaciones y servicios
El parque está ubicado frente al océano Pacífico, lo que ofrece vistas panorámicas desde varias de sus atracciones. Cuenta con una plaza gastronómica con una docena de locales, kioscos de golosinas, tiendas de artesanías, servicios sanitarios, enfermería y áreas especiales para lactancia materna. Estas instalaciones están orientadas a la atención integral de visitantes locales y extranjeros.

### Acceso y tarifas
La entrada al parque es gratuita, y cada atracción tiene un costo individual que oscila entre 1 y 3 dólares estadounidenses. El sistema de pago se realiza mediante tarjetas electrónicas recargables disponibles en las taquillas del parque. Sunset Park opera de jueves a domingo, destinando los días lunes a miércoles para mantenimiento general.

### Impacto y recepción
Desde su apertura, Sunset Park se ha consolidado como uno de los principales atractivos turísticos del país. En sus primeros tres meses de funcionamiento recibió cerca de 194,000 visitantes, y en su primer año superó los 700,000. Se estima que el complejo turístico del Puerto de La Libertad, del cual forma parte, atrae a más de 2.2 millones de visitantes anualmente.

### Importancia regional
Sunset Park es considerado el primer parque de diversiones permanente en Centroamérica ubicado frente al mar. Su creación refuerza el plan Surf City y el reposicionamiento de El Salvador como destino turístico regional.